# Liste de fromages chypriotes

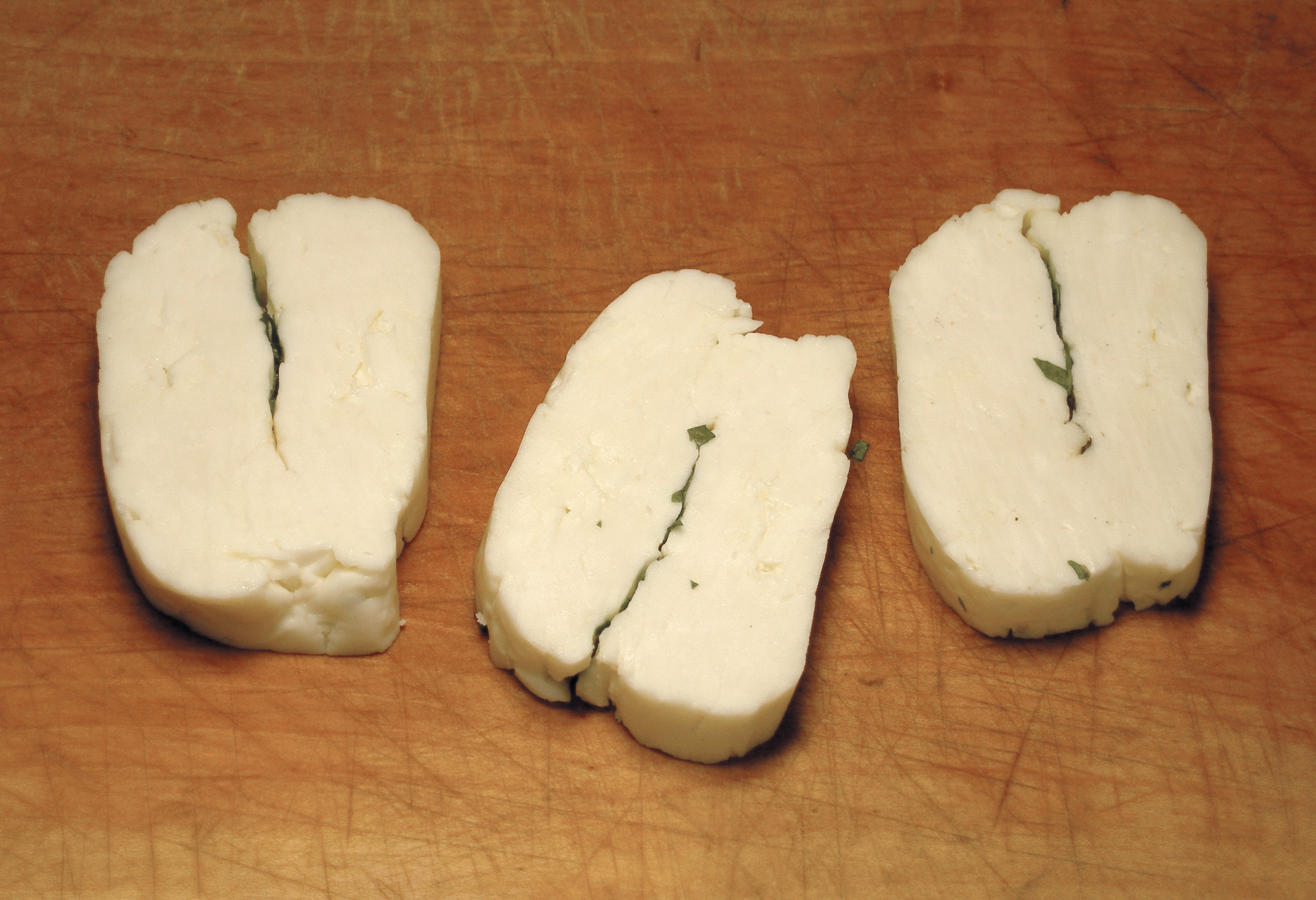
Halloumi.

La liste de fromages chypriotes ci-après présente des fromages produits à Chypre, classés  par ordre alphabétique.
- Anari.
- Halloumi (en grec χαλούμι, en turc hellim). Également produit dans d'autres régions du Levant, appellation protégée.
- Kefalotýri : variante de la version grecque dans laquelle le lait de vache est interdit.